# Therese Frohnhöfer
Therese Frohnhöfer (* 4. August 1908 in Stephansposching; † 12. Februar 1987 ebenda) war eine deutsche Landwirtin und Politikerin (CSU).
Am 21. Oktober 1965 rückte sie als Ersatz für Alois Rainer (Politiker, 1921), nachdem dieser sein Landtagsmandat niedergelegt und in den Bundestag gewechselt war, in den Bayerischen Landtag nach und war bis zum 20. November 1966 Mitglied des Landtages. Sie war Mitglied im Ausschuss für Grenzlandfragen und im Ausschuss für Staatshaushalt und Finanzfragen.